# 그리스 왕국의 군주 목록
다음은 그리스의 군주 목록이다.
1832년부터 1862년까지는 비텔스바흐 왕가가 그리스의 왕위를 점하였으며, 이후에는 슐레스비히-홀슈타인-존더부르크-글뤽스부르크 왕가가 뒤를 이었다.

## 비텔스바흐 왕가
| # | 그림 | 이름 | 즉위           | 퇴위             |
| - | ---- | ---- | -------------- | ---------------- |
| 1 |      | 오톤 | 1832년 2월 6일 | 1862년 10월 23일 |

## 슐레스비히-홀슈타인-존더부르크-글뤽스부르크 왕가
| #   | 그림 | 이름             | 즉위                             | 퇴위 또는 양위                  |
| --- | ---- | ---------------- | -------------------------------- | ------------------------------- |
| 2   |      | 요르요스 1세     | 1863년 3월 30일                  | 1913년 3월 18일                 |
| 3 5 |      | 콘스탄티노스 1세 | 1913년 3월 18일 1920년 12월 19일 | 1917년 6월 11일 1922년 9월 27일 |
| 4   |      | 알렉산드로스     | 1917년 6월 11일                  | 1920년 12월 19일                |
| 6   |      | 요르요스 2세     | 1922년 9월 27일 1935년 11월 3일  | 1924년 3월 25일 1947년 4월 1일  |
| 7   |      | 파블로스 1세     | 1947년 4월 1일                   | 1964년 3월 6일                  |
| 8   |      | 콘스탄티노스 2세 | 1964년 3월 6일                   | 1973년 6월 1일 (군주제 폐지)    |

## 같이 보기
- 그리스의 국가 원수 목록
- 그리스 왕국의 군주 배우자